# Нергізшах Султан
Нергізшах Султан (тур. Nergisşah Sultan; нар. 1536) — османська принцеса. Старша дочка шехзаде Мустафи.

## Біографія
Народилася в Манісі в 1536 році. До 17 років виховувалася в гаремі батька, під наглядом матері і бабусі Махідевран. Будучи султаншею отримала блискучу освіту. Після страти батька Нергізшах була видана заміж за бейлербея Анатолії Дженабі Ахмета-пашу, який вважався непоганим істориком і поетом. Подальша доля Нергісшах невідома.

## В культурі
Серіал «Величне століття» роль дорослої Нергізшах виконала актриса Алізе Гердюм.